# Sugarlandi hajtóvadászat
A Sugarlandi hajtóvadászat 1974-ben bemutatott amerikai filmdráma Steven Spielberg rendezésében. A film elkészítésében Zsigmond Vilmos magyar operatőr is részt vett.
A film valós események alapján készült, amelyek közül néhány Sugar Landben, Texasban történt, ahol a film egyes részeit forgatták. Más jeleneteket San Antonióban, Live Oakban, Floresville-ben, Pleasantonban, Converse-ben és Del Rioban forgattak.

## Cselekmény
1969, Texas. Lou Jean Poplin ráveszi férjét, hogy egy látogatás alkalmával szökjön meg vele a fegyházból, majd a segítségével megpróbálja a gyámszülőknél elhelyezett közös fiukat visszaszerezni. De már az első percekben felfigyelnek rájuk a rendőrök, így megkezdődik a fiatal pár üldözése az autópályákon. Az eseményre a média is felfigyel, így hamarosan nagy népszerűségre tesznek szert!

## Szereplők
| Színész          | Szerep                 | Magyar hang   | Magyar hang   | Magyar hang     |
| Színész          | Szerep                 | 1. szinkron   | 2. szinkron   | 3. szinkron     |
| ---------------- | ---------------------- | ------------- | ------------- | --------------- |
| Goldie Hawn      | Lou Jean Poplin        | Kovács Nóra   | Für Anikó     | Urbán Andrea    |
| Ben Johnson      | Harlin Tanner kapitány | Horkai János  | Szersén Gyula | Vass Gábor      |
| Michael Sacks    | Maxwell Slide járőr    | Lux Ádám      | Hujber Ferenc | Viczián Ottó    |
| William Atherton | Clovis Michael Poplin  | Győri Péter   | Rajkai Zoltán | Széles László   |
| Gregory Walcott  | Ernie Mashburn járőr   | Faragó József | Rosta Sándor  | Holl Nándor     |
| Steve Kanaly     | Jessup járőr           | Melis Gábor   |               |                 |
| Louise Latham    | Mrs. Looby             | Kassai Ilona  |               | Csampisz Ildikó |